# Patrizia Schiavone
Patrizia Schiavone (Siracusa, 27 marzo 1966) è un'ex cestista italiana.

## Carriera
Guardia di 168 cm, ha giocato in Serie A1 con Priolo Gargallo.
Ha vestito la maglia della selezione siciliana Under 16 al Trofeo delle Regioni Decio Scuri 1982.

## Palmarès
- Campionato italiano di Serie A2: 1
Trogylos Priolo: 1985-86